# Отрабат
Отраба́т (каз. Отырабат) — село у складі Отирарського району Туркестанської області Казахстану. Входить до складу Тимурського сільського округу.
У радянські часи село називалось Утрабат.
Населення — 99 осіб (2021; 200 у 2009, 152 у 1999, 139 у 1989).